# メドゥーサ (小惑星)
メドゥーサ (149 Medusa) は、小惑星帯に位置する明るくて岩石質の小惑星の一つ。1875年9月21日にフランスの天文学者、アンリ・ジョセフ・ペロタンにより発見され、ギリシア神話に出てくる、ヘビの頭を持った怪物ゴルゴン姉妹の一人メデューサにちなみ命名された。約26時間という小惑星としては比較的長い自転周期を持つ。
メドゥーサは、発見された時点では（当時は知られていなかったが）それまでに見つかった最小の小惑星であった。これ以降、さらに小さな小惑星が多数発見されている。また、それまでに見つかった最も太陽に近い小惑星でもあった（長い間、この記録は (8) フローラが有していた）。この記録は1898年に (433) エロスと (434) ハンガリアが発見され、4:1共鳴をするカークウッドの空隙より内側に二つの新たな小惑星のグループが存在することが明らかになるまで破られなかった。